# Jules Célestin Jamin

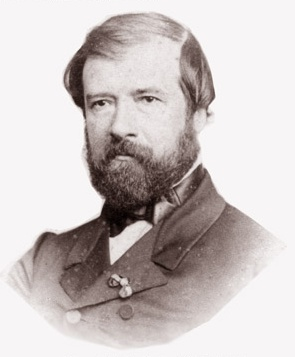
Jules Célestin Jamin

Jules Célestin Jamin (* 30. Mai 1818 in Termes, Ardennes; † 12. Februar 1886 in Paris) war ein französischer Physiker und beschäftigte sich vor allem mit Optik, Elektrizität und Magnetismus. Nach ihm ist das Jamin-Interferometer benannt.
Jamin ging in Reims zur Schule und wurde 1838 Erster beim Wettbewerb um den Eintritt in die École normale supérieure (ENS), an der er studierte und sein Lizenziat erwarb. 1841 wurde er Erster im Wettbewerb um die Agrégation in Physik. Er war danach Gymnasiallehrer in Caen, am Lycée Condorcet (damals Collège Bourbon) in Paris und ab 1844 am Lycée Louis-le-Grand. 1847 wurde er promoviert über Lichtreflexion an Metalloberflächen (Mémoire sur la réflexion métallique. Thèses de physique et de chimie, présentées à la Faculté des sciences de Paris par ... Bachelier, Paris 1847). 1852 bis 1881 war er Professor für Physik an der École polytechnique und ab 1863 Professor für Experimentalphysik an der Faculté des Sciences in Paris. 1868 wurde er Leiter des von ihm gegründeten Physiklabors an der École pratique des hautes études.
1858 erhielt er die Rumford-Medaille. 1868 wurde er Mitglied der Académie des sciences, war 1882 deren Präsident und wurde 1884 deren ständiger Sekretär (Secrétaire perpétuel). 1883 wurde er auswärtiges Mitglied der Accademia dei Lincei in Rom und 1884 korrespondierendes Mitglied der Russischen Akademie der Wissenschaften in Sankt Petersburg.
Er befasste sich mit Optik (unter anderem elliptische Polarisation reflektierten Lichts mit der Erfindung des Ellipsometers und des Jamin-Interferometers) und unter anderem mit Elektrizität, Magnetismus, Hygrometrie, Kapillarität. Seine Vorlesungen in Physik an der École Polytechnique veröffentlichte er in drei Bänden 1858 bis 1866.
Jamin war seit 1851 verheiratet. Seine Tochter war die Ehefrau von Henri Becquerel, sein Sohn der Maler Paul Jamin (1853–1903).
Er ist namentlich an der Südwestseite des Eiffelturms verewigt, siehe: Die 72 Namen auf dem Eiffelturm.

## Veröffentlichungen
- Cours de physique de l'École polytechnique
  - Band 1 (in der Ausgabe von 1871)
  - Band 2 (in der Ausgabe von 1868)
  - Band 3 (in der Ausgabe von 1869)